# Ralf Obermüller
Ralf Obermüller (* 2. Juli 1958) ist ein ehemaliger deutscher Fußballspieler, der als Stürmer in der deutschen Fußballnationalmannschaft der Amateure im Jahre 1979 acht Mal zum Einsatz gekommen ist.

## Laufbahn

### Amateur, bis 1980
Mit dem VfR Heilbronn belegte das junge Stürmertalent Ralf Obermüller in der Saison 1977/78 in der 1. Amateurliga Nordwürttemberg den 7. Tabellenplatz. Durch die neue Staffeleinteilung zur Runde 1978/79 spielte die Mannschaft vom Frankenstadion in der Verbandsliga Württemberg und errang die Meisterschaft und den Aufstieg in die Amateur-Oberliga Baden-Württemberg. Im DFB-Pokal trat Heilbronn in der 2. Hauptrunde am 23. September 1978 bei Fortuna Düsseldorf mit dem Angreifer Obermüller an und verlor das Spiel mit 0:3. Mit der Verbandsauswahl von Württemberg gewann der hoffnungsvolle Stürmer den Länderpokal des Jahres 1979.
Diese Leistungen führten Obermüller am 18. April 1979 auch zum Debüt in der Amateurnationalmannschaft des DFB beim Länderspiel in Pristina gegen Jugoslawien. Im Mai und Juni folgten noch zwei weitere Einsätze in der deutschen Amateurauswahl, ehe das Talent zur Runde 1979/80 in die Amateurabteilung des VfB Stuttgart wechselte.
Mit den Amateuren des VfB konnte der Neuzugang aus Heilbronn auf Anhieb die Meisterschaft in der AOL Baden-Württemberg gewinnen. Da die VfB-Amateure nicht in die 2. Liga aufsteigen konnten, stieg der Vizemeister VfB Eppingen auf und die VfB-Talente spielten um die deutsche Amateurmeisterschaft 1980. Beim Finalspiel am 20. Juni 1980 gegen den FC Augsburg konnte Obermüller verletzt nicht aktiv beim 2:1-Sieg mitwirken. Der VfB belohnte die Talente Frank Elser, Ralf Obermüller und İlyas Tüfekçi mit der Aufnahme in die Lizenzspielermannschaft zur Runde 1980/81. Bei dem Ex-Heilbronner Stürmer hatten auch seine fünf Einsätze in der Amateurnationalmannschaft in der Hinrunde 1979/80 für die Aufnahme zu den Profis sich ausgewirkt. Obermüller wirkte bei den vier Olympia-Qualifikationsspielen gegen Finnland und Norwegen mit und stand beim 154. Amateurländerspiel des DFB am 14. November 1979 in Baunatal auf dem Platz, mit dem die Geschichte dieser Auswahl endet.

### Fußball-Bundesliga und 2. Bundesliga, 1980 bis 1982
Der VfB Stuttgart verpflichtete neben den eigenen Amateuren zur Runde 1980/81 auch noch die 2. Liga-Spieler Karl Allgöwer, Dieter Kohnle und Joachim Löw. Trainer Jürgen Sundermann sollte die Schwaben zur Meisterschaft führen. Diesem Druck war nur Karl Allgöwer gewachsen, der sich mit 32 Einsätzen und zehn Toren sofort in der Stammelf etablieren konnte. Elser, Kohnle, Löw und Obermüller konnten sich dagegen nicht durchsetzen. Der VfB landete auf dem 3. Platz und Obermüller wurde zur Runde 1981/82 in die 2. Fußball-Bundesliga zum Freiburger FC ausgeliehen.
Im Breisgau versuchte der Altmeister aus dem Möslestadion mit den Verpflichtungen von Wolfgang Dotzauer, Volker Fass, Urban Klausmann, Marian Respondek, Harald Schwehr und Obermüller für das erste Jahr der eingleisigen 2. Liga gerüstet zu sein. Trainer Horst Heese sorgte in den ersten fünf Saisonspielen mit seiner Mannschaft auch für Optimismus beim FFC, mit 7:3 Punkten rangierten die Freiburger auf dem 2. Platz. Da auch im DFB-Pokal erst im Achtelfinale im Heimspiel vor 21.000 Zuschauern gegen den FC Bayern München bei der 0:3-Niederlage das Pokal-Aus kam, hoffte man für die Rückrunde gewappnet zu sein. Am Ende der Saison stieg der Freiburger FC mit 23:53 Punkten aus der 2. Liga ab. Auch der Trainerwechsel von Hesse zu Siegfried Melzig im März 1982 hatte daran nichts mehr geändert. An der Seite von Paul Linz und Karl-Heinz Schulz hatte Ralf Obermüller 36 Spiele mit zwei Toren 1981/82 in der 2. Fußball-Bundesliga absolviert.
Nach dieser Runde in Freiburg verabschiedete sich Obermüller aus dem deutschen Lizenzfußball.

### Amateur, ab 1982
Nach seiner Rückkehr zum VfB Stuttgart stand Obermüller noch zwei Jahre bei der Amateurmannschaft unter Vertrag, kam aber unter Trainer Hans Arnold nur unregelmäßig zum Einsatz, in zwei Spielzeiten bestritt er 14 Oberligaspiele und erzielte dabei vier Tore. Im Sommer 1984 wechselte er zum Drittligakonkurrenten SpVgg Ludwigsburg. Bis zum Abstieg des Klubs aus der Oberliga im Sommer 1988 kam er in 122 Drittligaspielen zum Einsatz, dabei traf er zehnmal. Unter Trainer Jochen Rücker gelang in der Spielzeit 1985/86 unter anderem an der Seite von Bohumil Augustyn, Rainer Ackermann und Thomas Siegmund als Tabellenfünfter die beste Positionierung. Über die weitere Laufbahn sind derzeit keine Informationen verfügbar.

## Erfolge
- Deutscher Amateurmeister: 1980
- WFV-Pokal: 1980